# Raïon de Berchad
Le raïon de Berchad (ukrainien : Бершадський район) est une subdivision administrative de l'Oblast de Vinnytsia, dans l'Ouest de l'Ukraine. Son centre administratif est la ville de Berchad.